# Lepidotrigla dieuzeidei
Lepidotrigla dieuzeidei är en fiskart som beskrevs av Blanc och Hureau, 1973. Lepidotrigla dieuzeidei ingår i släktet Lepidotrigla och familjen knotfiskar. Inga underarter finns listade i Catalogue of Life.